# Hrvatske glazbene ljestvice
Hrvatske glazbene ljestvice obuhvaćaju top ljestvice singlova i albuma u Republici Hrvatskoj. Top ljestvice singlova se dijele u tri kategorije: pop-rock glazba, zabavna/narodna glazba te inozemna glazba. Top ljestvice albuma se dijele u dvije kategorije: domaći i inozemni albumi.

## Singlovi

### Hrtop20
Hrtop20 (punim nazivom Hrvatska nacionalna top lista) je top lista načinjena od zbroja top 10 pjesama 60-ak hrvatskih radiopostaja. Hrtop20 postoji od 2003. Do 2006. je sva glazba u Hrvatskoj bila svrstana u kategoriju, ali je 2006. podjeljena u dvije kategorije: pop-rock/urbana i zabavna/narodna zbog velike razlike među žanrovima. Top ljestvice se izdaju tjedno, svakog vikenda (zabavna subotom, a pop-rock nedjeljom). Hrtop20 obuhvaća mogućih 2,5 milijuna slušatelja

### Otvoreni radio
Otvoreni radio, koji svoj program bazira na inozemnoj glazbi, osnovan je 1999. godine. Slušanost Otvorenog radija iznosi preko 340.000 slušatelja i treći je najslušaniji radio u Hrvatskoj. Top ljestvica singlova izdaje se svake subote. Za top ljestvicu slušatelji mogu glasati na službenim stranicama Otvorenog radija, e-mailom ili SMS-om. Za top ljestvicu se može glasovati i preko Vipovog portala namijenjenog glazbi Vip ima preko 2 milijuna korisnika. Pribrojivši korisnike Vipneta slušateljima Otvorenog radija dobivamo potencijalnih 2.5 milijuna korisnika na kojima se bazira top ljestvica.

## Albumi
HDU je službena hrvatska top ljestvica albuma. Svakog tjedna se izdaje nova top ljestvica najprodavanijih albuma u dvije kategorije: domaći albumi i inozemni albumi. Top ljestvica nastaje po principu jedan prodani album - jedan glas na top ljestvici.